# Championnat des îles Féroé de football 1982
Navigation
1. Deild 1981 1. Deild 1983
La saison 1982 du Championnat des îles Féroé de football était la 41e édition de la première division féroïenne à poule unique, la 1. Deild. Les huit meilleurs clubs du pays jouent les uns contre les autres à deux reprises durant la saison, à domicile et à l'extérieur.
En fin de saison, le dernier du classement est relégué et remplacé par le champion de 2. Deild.
Une nouvelle fois, le HB Torshavn règne sans partage sur le football national : vainqueur du championnat en terminant en tête du classement avec 3 points d'avance sur le TB Tvoroyri et le KÍ Klaksvík, le club de la capitale réalise le doublé en remportant la Coupe des îles Féroé, en s'imposant en finale 2-1 face à l'IF Fuglafjordur, pourtant dernier du championnat et relégué en 2. Deild. C'est le 12e titre en championnat et la 18e Coupe des îles Féroé de l'histoire du club.

## Les clubs participants
- B36 Tórshavn
- B68 Toftir
- GI Gota
- HB Tórshavn - Tenant du Titre
- IF Fuglafjordur
- KÍ Klaksvík
- LIF Leirvik - Promu de 2. Deild
- TB Tvøroyri

## Compétition

### Classement
Le barème de points servant à établir le classement se décompose ainsi :
- Victoire : 2 points
- Match nul : 1 point
- Défaite : 0 point

| Rang | Équipe              | Pts | J  | G | N | P | Bp | Bc | Diff |
| ---- | ------------------- | --- | -- | - | - | - | -- | -- | ---- |
| 1    | HB Torshavn (T) (C) | 22  | 14 | 9 | 4 | 1 | 24 | 9  | +15  |
| 2    | TB Tvoroyri         | 19  | 14 | 7 | 5 | 2 | 29 | 17 | +12  |
| 3    | KÍ Klaksvík         | 19  | 14 | 8 | 3 | 3 | 19 | 11 | +8   |
| 4    | GI Gota             | 14  | 14 | 6 | 2 | 6 | 13 | 17 | -4   |
| 5    | B36 Tórshavn        | 11  | 14 | 4 | 3 | 7 | 14 | 21 | -7   |
| 6    | LIF Leirvik (P)     | 10  | 14 | 3 | 4 | 7 | 14 | 24 | -10  |
| 7    | B68 Toftir          | 9   | 14 | 3 | 3 | 8 | 20 | 26 | -6   |
| 8    | IF Fuglafjordur     | 8   | 14 | 2 | 4 | 8 | 13 | 21 | -8   |

|  | Vainqueur du championnat 1982                                                                    |
|  | Relégation en 2. Deild                                                                           |
|  | (T) Tenant du titre (C) Vainqueur de la Coupe des îles Féroé (P) Club promu de deuxième division |

### Résultats[n 1]
| Résultats (▼dom., ►ext.) | B36 | B68 | GÍG | HB  | ÍF  | KÍ  | LIF | TBT |
| B36 Tórshavn             |     | 3-1 | 2-0 | 1-1 | 0-2 | 0-2 | 0-1 | 1-3 |
| B68 Toftir               | 0-0 |     | 1-2 | 1-2 | 1-1 | 2-0 | 2-2 | 2-3 |
| GI Gota                  | 2-0 | 2-0 |     | 0-1 | 2-1 | 0-2 | 2-1 | 1-1 |
| HB Tórshavn              | 4-2 | 3-0 | 4-0 |     | 2-1 | 1-0 | 1-0 | 1-1 |
| ÍF Fuglafjørður          | 3-1 | 1-2 | 0-1 | 1-1 |     | 0-2 | 1-3 | 0-0 |
| KÍ Klaksvík              | 1-1 | 2-1 | 1-1 | 1-0 | 1-0 |     | 1-1 | 3-1 |
| LIF Leirvik              | 1-2 | 0-5 | 1-0 | 0-2 | 1-1 | 0-2 |     | 2-2 |
| TB Tvøroyri              | 0-1 | 5-2 | 2-0 | 1-1 | 4-1 | 3-1 | 3-1 |     |

## Bilan de la saison
| Championnat des îles Féroé de football 1982 |                         |
| Champion                                    | HB Torshavn (12e titre) |
| Coupes et trophées                          |                         |
| Vainqueur de la Coupe des îles Féroé 1982   | HB Torshavn             |
| Promotions et relégations                   |                         |
| Promus en 1. deild                          | MB Midvagur             |
| Relégués en 2. deild                        | IF Fuglafjordur         |